# Goetheturm
Goethova věž (německy Der Goetheturm) byla dřevěná 43, 3 metrů vysoká vyhlídková věž, čítající 196 schodů, postavená kolem roku 1931 na počest plánovaného 100. výročí úmrtí německého spisovatele Johanna Wolfganga von Goetha, jež se nacházela v městské části Sachsenhausen ve Frankfurtu nad Mohanem v Hesensku a jež náležela ke zdejším oblíbeným výletním místům.
Dne 12. října 2017 byla věž zapálena a zcela lehla popelem. Dle vyjádření německé policie ze stejného dne vše nasvědčuje tomu, že se mohlo jednat i o žhářský čin.

## Galerie

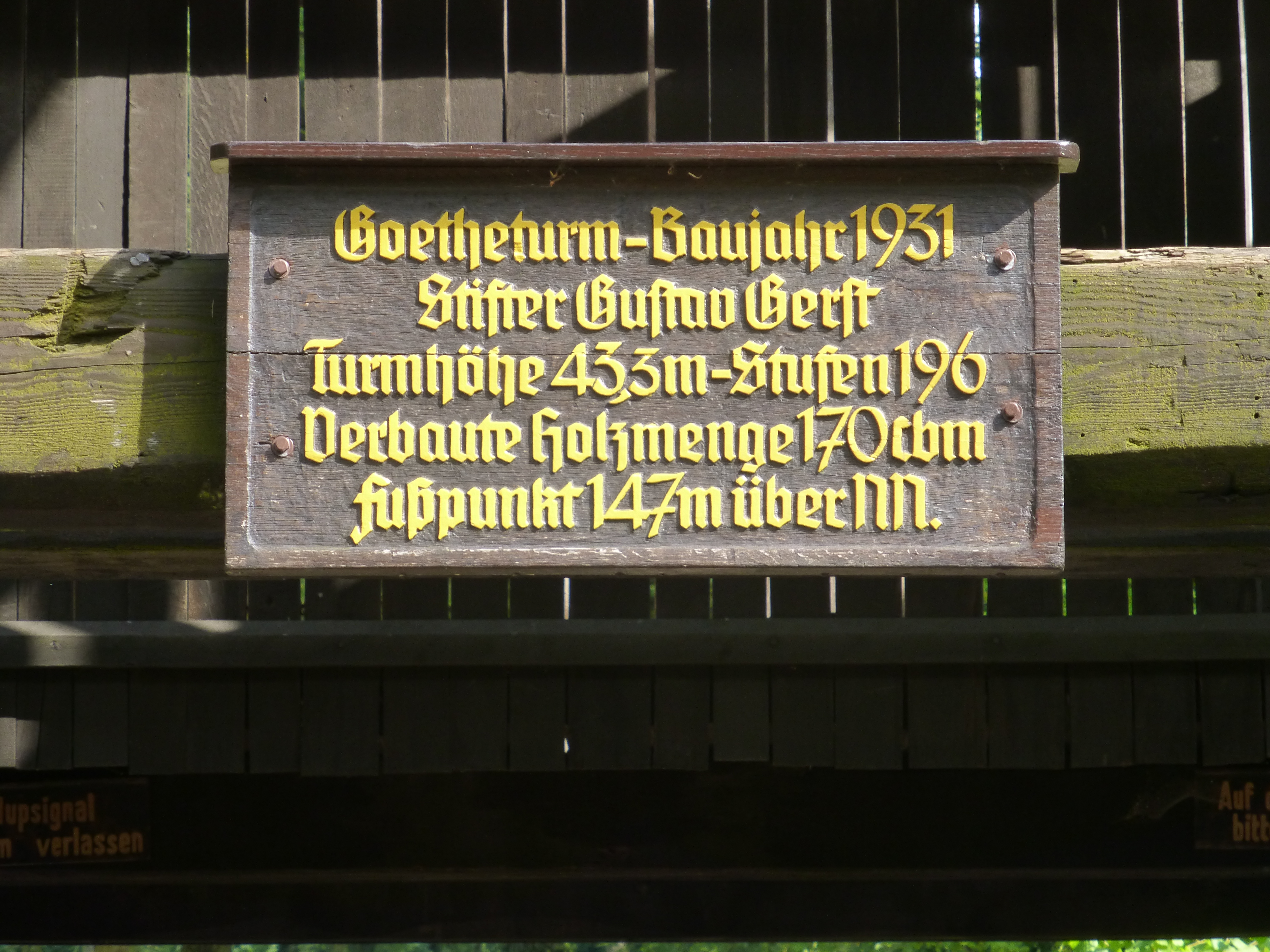
Pamětní deska se základními stavebními údaji o rozhledně
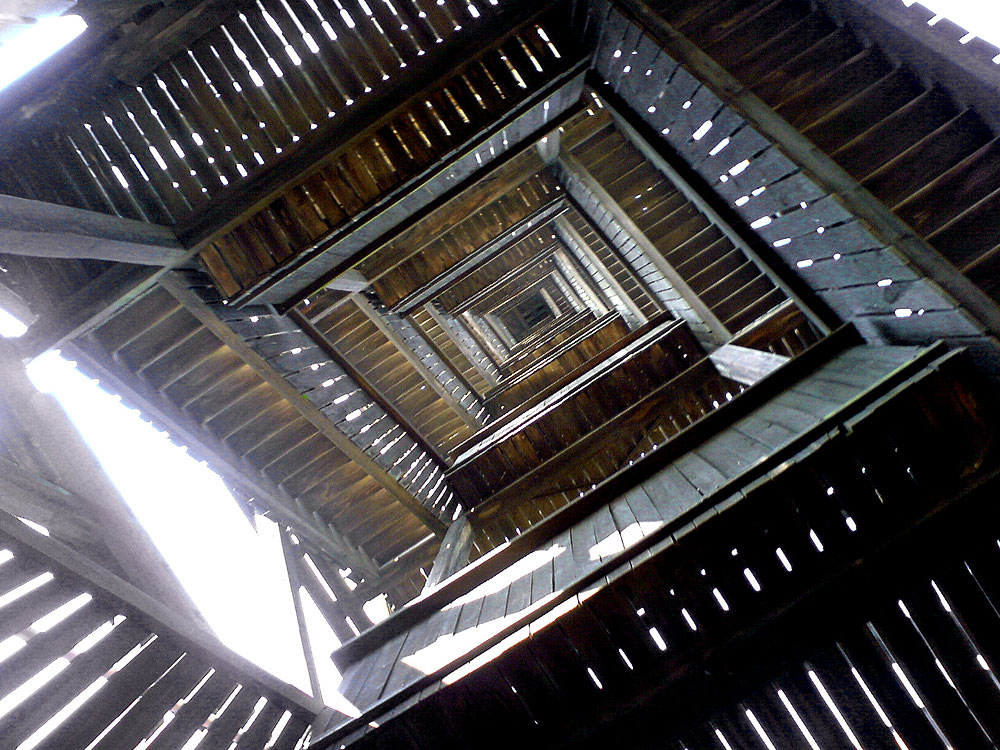
Vnitřní pohled na schodiště rozhledny
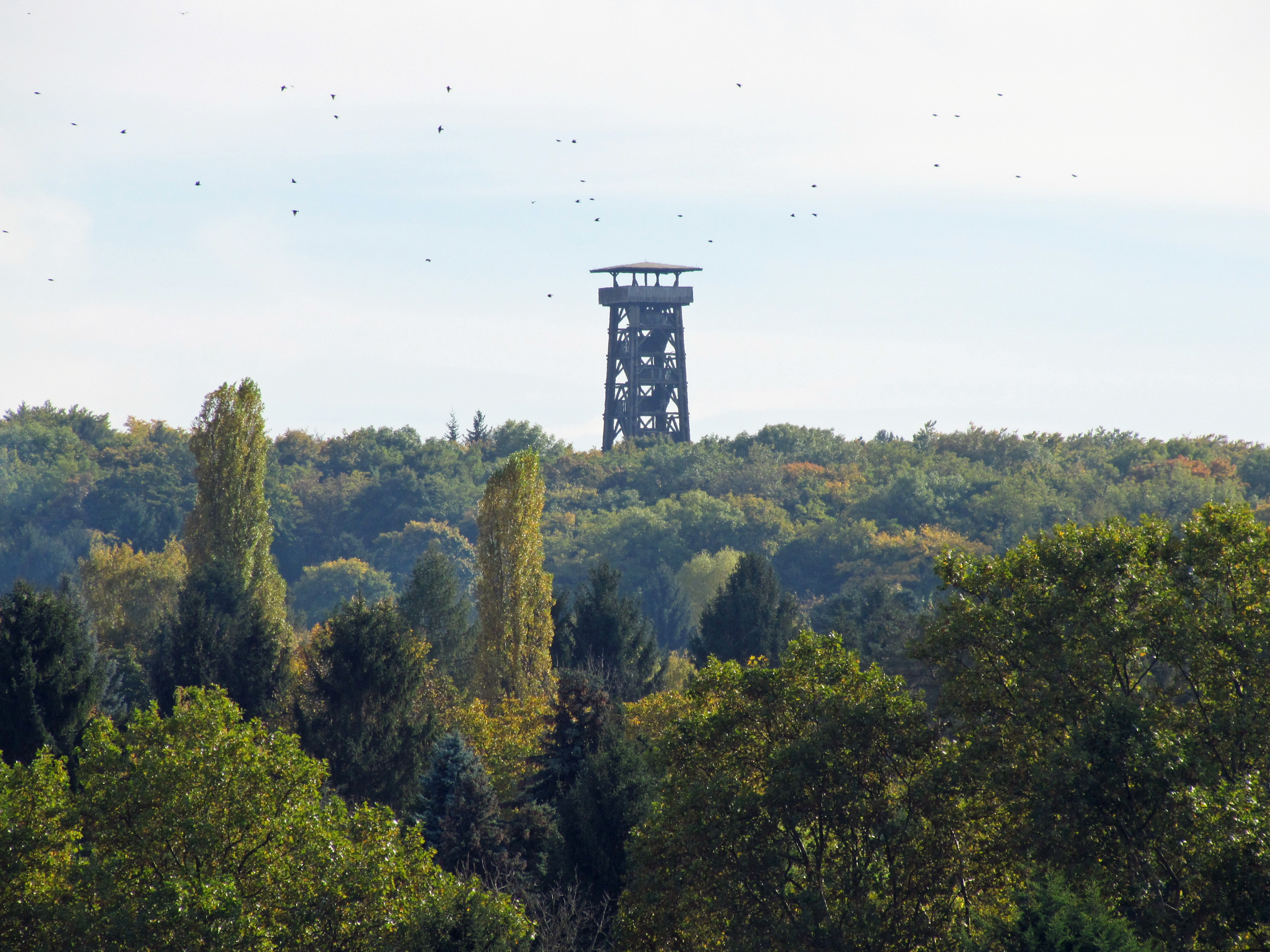
Goetheturm v roce 2012
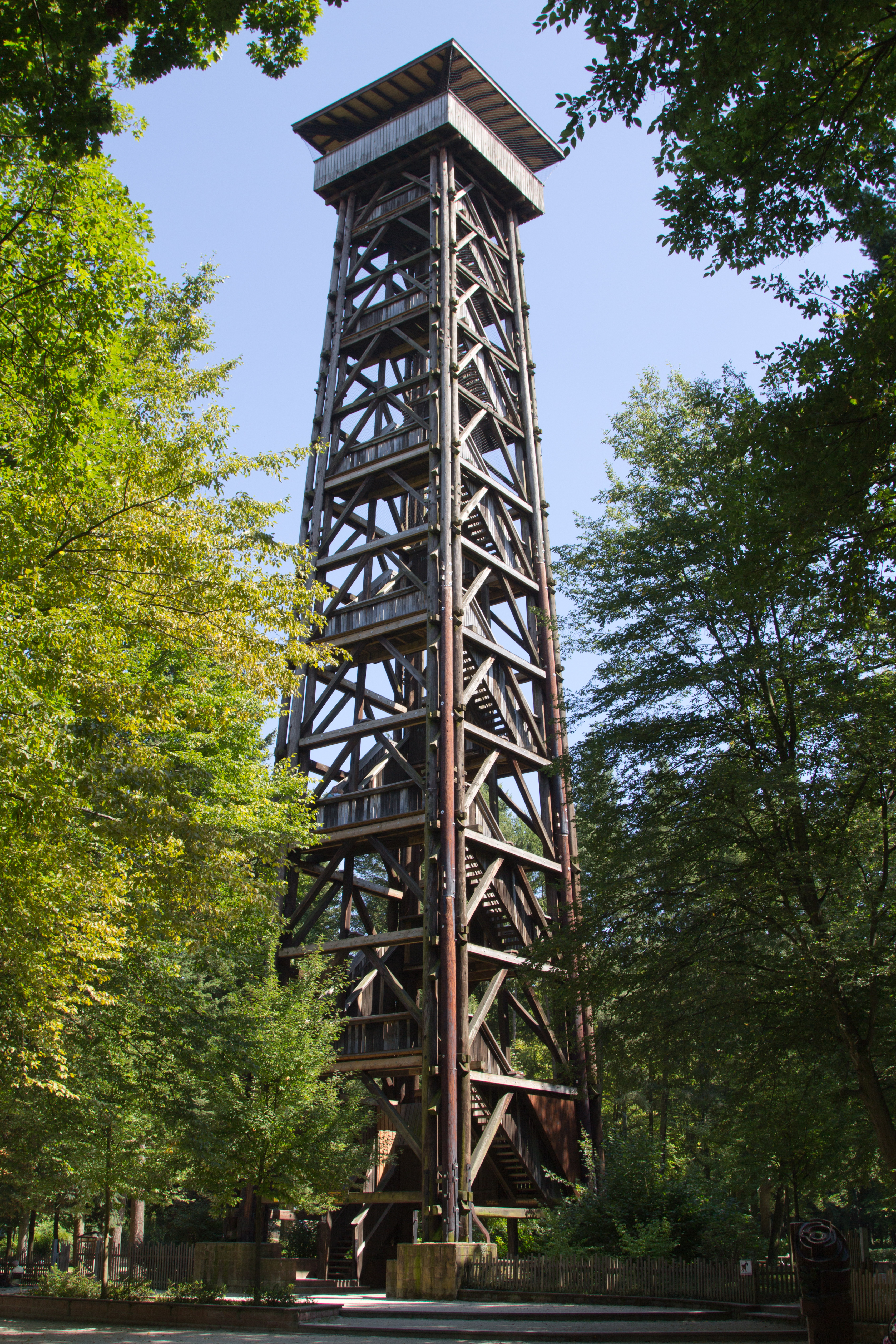
Goetheturm v srpnu roku 2017
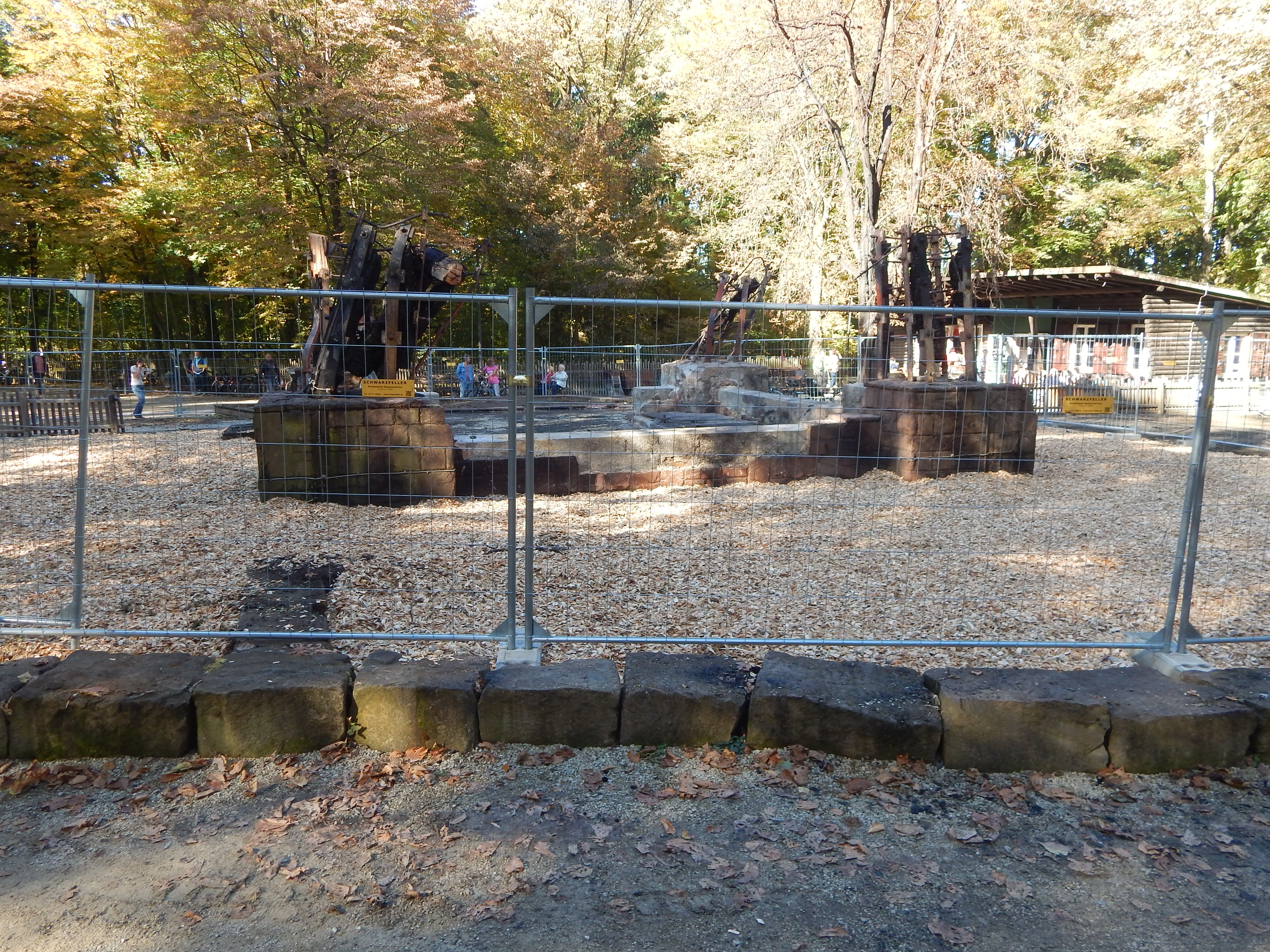
Zbylá torza konstrukce rozhledny po požáru v říjnu 2017 (spáleniště)